# レパ・ブレナ
レパ・ブレナ（セルビア・クロアチア語:Lepa Brena、キリル文字表記:Лепа Брена）、本名:ファフレタ・ジヴォイノヴィッチ（Fahreta Živojinović、キリル文字表記:Фахрета Живојиновић、1960年10月20日 - ）は、ユーゴスラビア社会主義連邦共和国、ボスニア・ヘルツェゴビナ社会主義共和国ブルチコ（現ボスニア・ヘルツェゴビナ共和国ブルチコ行政区）出身の歌手で、現在はレコード会社のオーナー。

## 略歴
1982年、当時21歳のレパ・ブレナと彼女のバンド「Slatki greh」による曲「Čačak, Čačak」「Ljubi me, Omere」がユーゴスラビアでヒットとなる。
1984年のユーロビジョン・ソング・コンテストのユーゴスラビア国内選考で、Danielに破れる。
同じく1984年のアルバム『Bato, Bato』は同名のシングルをはじめ「Bosanac」「Igraj Boro, moje oro」「Moj je Lola zvezda roken rola」などの曲が大ヒットとなった。
ユーゴスラビアで非常にデリケートな問題であった同国の統一維持を公然と支持し、一部から批判を浴びる。
1984年、サラエボオリンピックの開会セレモニーで歌った。
その後も立て続けにアルバムをリリースし続け、また、ミロスラフ・イリッチと4曲にわたって共演した。
1980年代後半には、ユーゴスラビアでもっとも有名な歌手、そしてセックスシンボル的存在となった。
1990年の論争を引き起こした曲「Jugoslovenka」は、ユーゴスラビア内のそれぞれ異なる地域出身の歌手3人、Daniel (モンテネグロ)、ヴラド・カレンベル (クロアチア)、アレン・イスラモヴィッチ (ボスニア・ヘルツェゴビナ)との共演曲であった。
1991年には内戦を逃れ、夫であるテニス選手のスロボダン・ジヴォイノヴィッチとともにアメリカへ移る。
1994年には帰国し、3年ぶりとなるアルバム『Ja nemam drugi dom』をリリースし、大ヒットを記録する。このアルバムはバンド「Slatki greh」を伴わないソロとして初のアルバムであった。同アルバムには今日まで記憶される歴史的ヒット曲「Ja nemam drugi dom（他に帰る場所は無い）」を収録。
2000年にはバンド「Slatki greh」を再結成。
2006年には新アルバムのリリースが予定されていたが延期された。これについてブレナは「私は美しい統一ユーゴスラビアのために歌っていた。今の私には新しいアルバムを作るのは本当にしんどい。数曲歌ったけど、いずれもアルバムに入れられるようなものではない」と語っている。

## その他
- セルビアの首都ベオグラードに、夫であるテニス選手のスロボダン・ジヴォイノヴィッチ、および2人の息子ステファン、ヴィクトルとともに在住。
- モンテカルロとフロリダに別荘を所有。
- ベオグラードのTRG Squareでは、セルビアの大スター・ツェツァと並んで歌い、大勢の観衆の前でコソヴォ紛争でのセルビアの立場への支持を表明した。
- 2004年にはボスニア・ヘルツェゴビナのトゥズラ、並びに彼女の故郷である同国のブルチコでコンサートを行う。このコンサートで「Ja nemam drugi dom (他に帰る場所は無い)」を歌うとき、彼女は泣き崩れてしまった。[1][2]

## ディスコグラフィ
(注: 以下、*がついたアルバム以外はすべてセルフタイトルであるため、アルバム最初の収録曲名を表示してある)

### スタジオ・アルバム
- Čačak, Čačak (1982年)
- Mile voli disko (1982年)
- Bato, Bato (1984年)
- Pile moje (1984年)
- Voli me, voli (1986年)
- Uske pantalone (1986年)
- Hajde da se volimo (1987年)*
- Četiri godine (1989年)
- Boli me uvo za sve (1990年)
- Zaljubiška (1991年)
- Ja nemam drugi dom (1993年)
- Kazna Božija (1994年)
- Luda za tobom (1996年)
- Pomračenje sunca (2000年)
- Uđi slobodno... (2008年)
- Začarani krug (2011年)
- Izvorne i novokomponovane narodne pesme (2013年)
- Zar je važno dal se peva ili pjeva (2018年)

### EP
- Sitnije, Cile, sitnije (1983年)*
- Jedan dan života (1985年)* ※with ミロスラフ・イリッチ

### コンピレーション・アルバム
- Lepa Brena & Slatki Greh (1990年)
- Lepa Brena (The Best of – Dupli CD) (2003年)*
- Lepa Brena (HITOVI – 6 CD-a) (2016年)

## フィルモグラフィ

### 映画
- Tesna koža (1982年)
- Nema problema (1984年)
- Kamiondžije ponovo voze (1984年)
- Hajde da se volimo (1987年)
- Hajde da se volimo 2 (1989年)
- Hajde da se volimo 3 (1990年)

### ドキュメンタリー
- Lepa Brena: Godine Slatkog greha (2017年)

### テレビ
- Në orët e vona (1982年)
- Jugovizija (1983年)
- Kamiondžije 2 (1983年)
- Jugovizija (1986年)
- Obraz uz obraz: Novogodišnji special (1991年) ※テレビ映画
- Novogodišnji show program sa Lepom Brenom (2002年)
- Kursadžije (2007年) ※テレビ・ショー（1エピソード役）
- Mahalaši (2009年) ※ボスニアのテレビ・ショー（特別ゲスト・スター）
- Veče sa Lepom Brenom (2014年) ※テレビ・ショー
- Paparazzi (2017年) ※ブルガリアのテレビ・ショー